# Аутопортрет Винсента ван Гога (1889)
Холандски пост-импресионистички уметник Винсент ван Гог насликао је аутопортрет (уље на платну) у септембру 1889. године. Дело, које је можда био последњи Ван Гогов аутопортрет, насликано је мало пре него што је напустио Сен-Реми-де-Прованс у јужној Француској. Слика се сада налази у Музеју Орсе у Паризу.

## Слика
Овај аутопортрет био је један од око 30 ван Гогових аутопортрета насликаних током 10 година и који представљају важан опус његовог рада.
Ван Гог је слику послао свом млађем брату, трговцу уметнинама, Теу ван Гогу; уз писмо које је гласило: "Мораћете неко време да је проучавате [слику]. Надам се да ћете приметити да су моји изрази лица постали много мирнији, мада моје очи имају исти несигурни изглед као и пре, или ми се тако чини."

### Аутопортрет из Осла (1889)
Још један аутопортрет из исте године, често назван аутопортретом из Осла јер је у власништву Националног музеја у Ослу, премештен је 2020. године из Музеја Ван Гога у овај Музеј. Стручњаци верују да је насликан после уметниковог писма од 22. августа 1889. године у којем је било истакнуто да је још увек узнемирен, али спреман да почне поново да слика.
Извештај музеја каже да „Аутопортрет из Осла приказује некога ко је ментално болестан; његов плах, бочни поглед лако је препознати и често се налази код пацијената који пате од депресије и психозе”.